# Santa Cruz, Kalifornien
Santa Cruz är en stad i mellersta Kalifornien belägen i Santa Cruz County, vid norra delen av Monterey-bukten. Santa Cruz är administrativ huvudort (county seat) i Santa Cruz County. I Santa Cruz finns en avdelning av University of California – UCSC. Santa Cruz är vänort med staden Jinotepe i centrala Nicaragua.